# Édouard Escarra
Pour les articles homonymes, voir Escarra.
Georges Jacques Édouard Joseph Escarra, né le 30 mai 1880  dans le 1er arrondissement de Paris, ville où il est mort le 6 octobre 1973 à l'Hôpital Bichat dans le 18e arrondissement, est un juriste et banquier français, président du Crédit lyonnais

## Biographie
En 1903 il est reçu docteur en droit.
Il commence sa carrière comme professeur à la faculté de droit de Lille.
Il exerce ensuite différentes fonctions au Crédit lyonnais dont il devient directeur général (1926-1949) puis président pour une très brève période en 1946  et enfin le reste de 1949 à 1955.
De 1956 à 1966, il est directeur d'études à l'École pratique des hautes études.

### Vie familiale
Il a épousé en 1906 Thérèse Riché, sœur d’Étienne Riché et petite fille de Jules François Riché
Il est le frère de Jean Escarra et participe à son Principes de droit commercial édité en 1934